# Изложба „Нови чланови” (2005)
Изложба „Нови чланови” се одржала у периоду од 26. јануара до 20. фебруара 2005. године у Уметничком павиљону „Цвијета Зузорић”.

## Излагачи

### Сликари
1. Катарина Алимпијевић
2. Ана Армуш
3. Милена Батак
4. Ивана Бошковић
5. Јелена Ђокић
6. Дарко Ђурђевић
7. Марија Каузларић
8. Весна Лукић
9. Ана Љубинковић
10. Снежана Љушић
11. Весна Маричић
12. Драган Марковић
13. Славица Марковић
14. Душанка Новаковић
15. Марија Пантовић
16. Душица Пејић
17. Александра Поповић
18. Јелена Пријић
19. Шејма Продановић
20. Матија Рајковић
21. Никола Савић
22. Милица Салашки
23. Радован Станојевић
24. Јелена Тишма
25. Наташа Томић
26. Јелена Трајковић
27. Маја Ћук

### Вајари
1. Владимир Антић
2. Михаило Млинар
3. Невена Поповић
4. Војин Рајовић
5. Марко Стаменковић

### Графичари
1. Милош Ђорђевић
2. Иван Јовановић
3. Милица Ракић

### Проширени медији
1. Александрија Ајдуковић
2. Драган Игњатовић
3. Јелена Јовановић
4. Драгана Стојановић Миливојевић
5. Стеван Новаковић
6. Александра Ћорсић